# Arthur Szyk

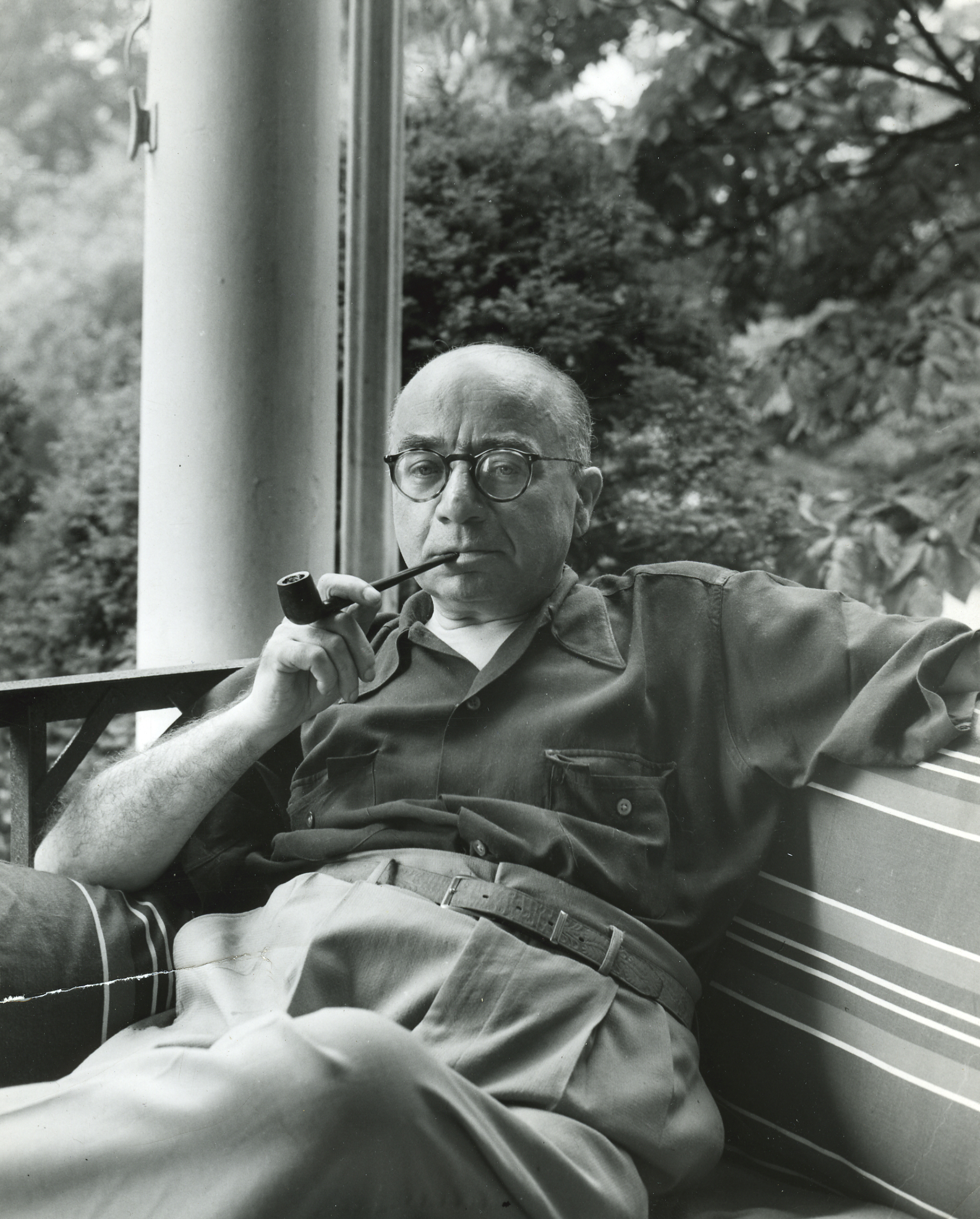
Arthur Szyk, ca. 1945

Arthur Szyk, auch Artur Szyk (* 3. Juni 1894 in Łódź, Russisches Kaiserreich; † 13. September 1951 in New Canaan, Connecticut) war ein polnisch-US-amerikanischer Künstler. Er gilt als einer der bedeutendsten Zeichner politischer Illustrationen und Karikaturen des 20. Jahrhunderts.

## Leben

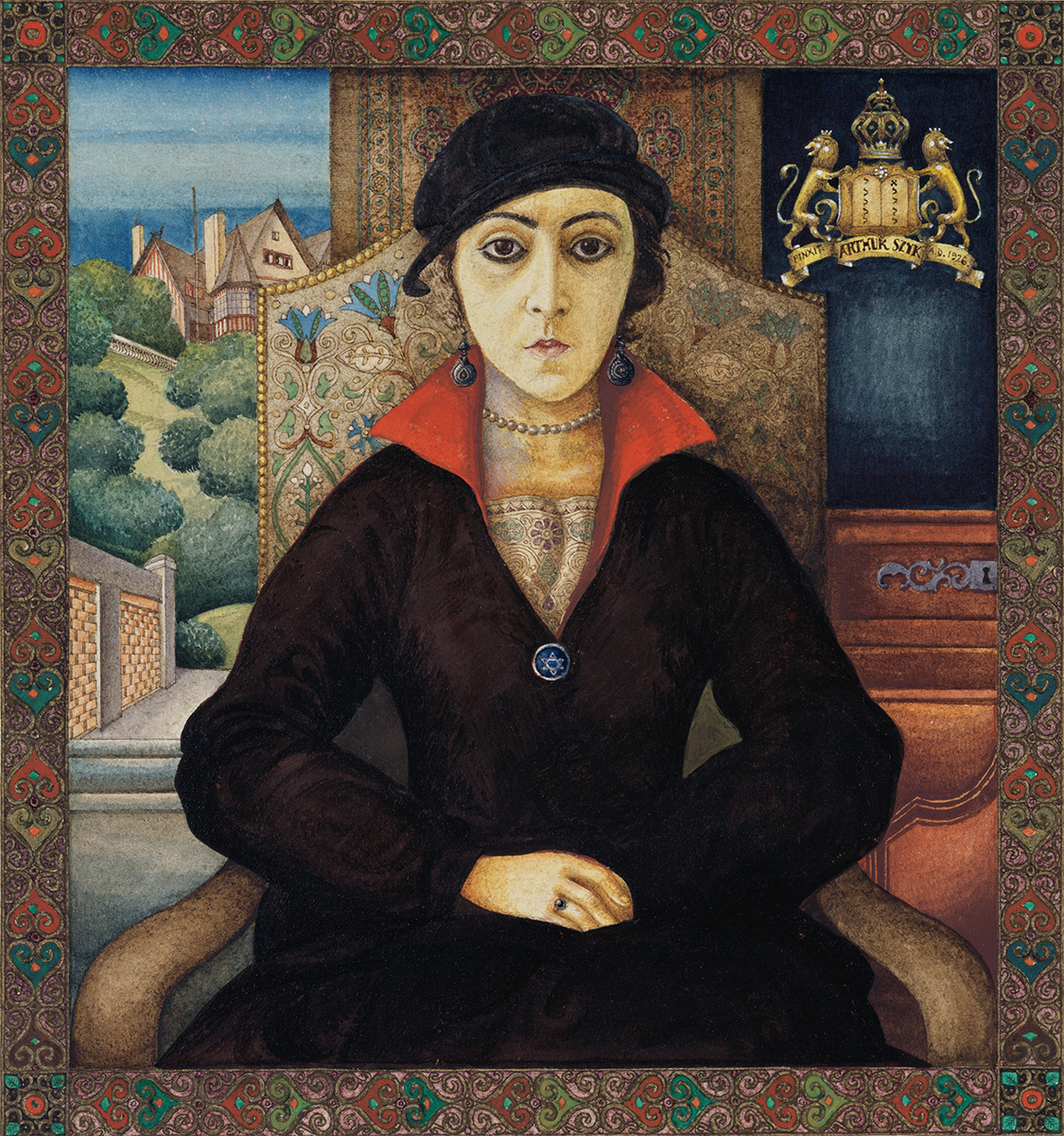
Porträt von Julia Szyk, Paris 1926

Arthur Szyk wurde als Sohn jüdischer Eltern geboren. Im Jahr 1909 begann er ein Kunststudium an der Académie Julian in Paris und im Jahr 1913 ein Kunststudium in Krakau. Ein Jahr später, 1914, trat er der Russischen Armee bei.
Im Jahr 1916 heiratete er Julia Liekerman, mit der er zwei Kinder hatte. Der Sohn George wurde 1917 geboren, die Tochter Alexandra 1922. 1919–1920 war er künstlerischer Leiter der Abteilung für Propaganda für die polnische Armee in Lodz. Im Jahr 1921 zog er nach Paris und illustrierte in den folgenden Jahren französische Bücher.
Im Jahr 1931 wurde er von der polnischen Regierung mit dem Goldenen Verdienstkreuz für seine Ausstellungen im Ausland im Musée Galliera in Paris und im Musée d’art et d’histoire in Genf ausgezeichnet. Im Jahr 1934 zog er zurück nach Polen. Im Jahr 1939 floh Szyk in die Vereinigten Staaten von Amerika. Dort engagierte er sich für die Gründung einer jüdischen Armee, machte mit seinen Bildern auf den Holocaust aufmerksam und versuchte die amerikanische Regierung zu entschiedenen Rettungsmaßnahmen für die Juden Europas zu bewegen. Im Jahr 1943 wurden seine Mutter und ihr Begleiter aus dem Ghetto in Łódź geholt und im KZ Majdanek in der Nähe von Lublin ermordet.
Nach dem Krieg engagierte er sich weiter für die zionistische Einwanderung nach Palästina und die Staatsgründung Israels. In seinen Werken warnte er auch vor den Gefahren der Diskriminierung der Afroamerikaner und dem überbordenden Antikommunismus der McCarthy-Ära für die amerikanische Demokratie. Am 22. Mai 1948 erhielt Szyk die amerikanische Staatsbürgerschaft. 1951 musste er sich vor dem Komitee für unamerikanische Umtriebe des US-Kongresses verantworten. Er erklärte, dass er kein Mitglied einer kommunistischen Organisation sei. Ende Sommer 1951 starb Arthur Szyk an einem Herzinfarkt.

## Wirken

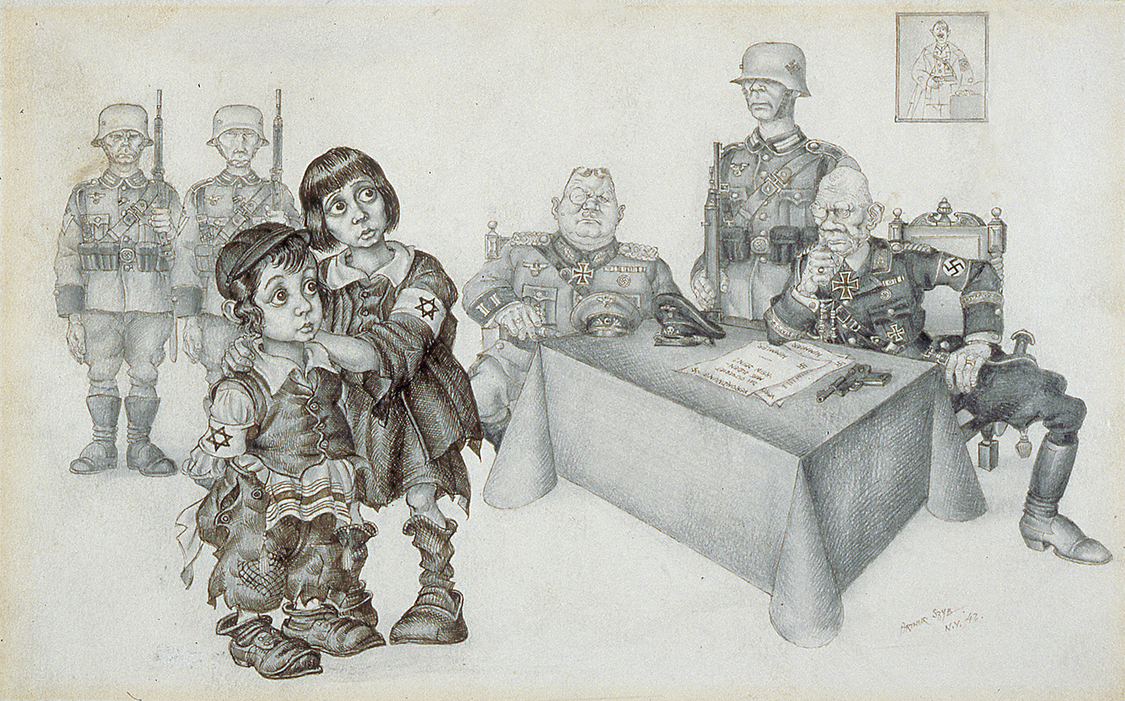
To Be Shot as Dangerous Enemies of the Third Reich („Zu erschießen als gefährliche Feinde des Dritten Reichs“). Zeichnung von Arthur Szyk, erstmals veröffentlicht 1943 in der New Yorker Tageszeitung PM, später auf Spendenmarken für das Notfallkomitee zur Rettung des jüdischen Volkes Europas.

Die Amerikaner mochten Szyks Werke und nannten ihn „Soldaten der Kunst“ durch die Bekämpfung des NS-Regimes und die mit ihm verbündeten Achsenmächte. Seine Werke wurden in der New York Post, der New York Times und dem Collier’s veröffentlicht.
In den USA schuf Szyk pointierte Karikaturen und Illustrationen meist mit politischem Hintergrund. Diese richteten sich zugunsten von Alliierten Kriegsanstrengungen gegen Menschenrechtsverletzungen. Adolf Hitlers Militarismus und Antisemitismus und seine diktatorische Vorgehensweise regte Szyks Befürwortung der Rettung von Juden während des Zweiten Weltkriegs an.
Bereits Szyks erste Karikaturen über Hitler Mitte der 1930er-Jahre stellen den Nazi-Führer als Feind der Juden dar. Für Szyk spiegelte Hitler das damalige Deutschland wider. Hitler war für ihn „Deutschland ohne Maske“, und für Hitler war Szyk nur ein „billiger Jude“, der Hitler als Verkörperung des Bösen, zum Beispiel als Hunnenkönig Attila, dargestellt hat. Somit wurde er von Eleanor Roosevelt als „One-man-army“ gegen Hitler bezeichnet. Auch während und nach dem Zweiten Weltkrieg karikierte Szyk Hitler als einen verrückten, terroristischen Eroberer.
Arthur Szyks Arbeiten spiegeln den Stil des 16. Jahrhunderts wider. Szyks Kunst erfüllte keinen Selbstzweck. Vielmehr war sie Mittel zur Förderung von Toleranz, Menschenwürde und Freiheit. Seine aussagekräftigen Werke machen auf das Leiden der Juden in der Welt aufmerksam. In Szyks Werken werden Massenmorde deutlich, die durch aufgetürmte Schädel und Knochen, Organe und Tote gekennzeichnet sind, die durch die Gaskammer oder Exekution ums Leben gekommen sind. Er war davon überzeugt, dass die Juden ihr Leben als durchsetzungsfähige Akteure in der Gestaltung ihres eigenen Schicksals lebten, nachdem sie lange Zeit gelitten hatten.
Neben dieser politischen Arbeit hat Szyk jedoch auch das Buch Hiob der Bibel illustriert (The Book of Job, New York 1944) sowie Märchenbücher: So erschienen 1945 das Werk Andersen's Fairy Tales und posthum 1955 The Arabian Nights Entertainment.